# 에리트레아의 재외공관 목록

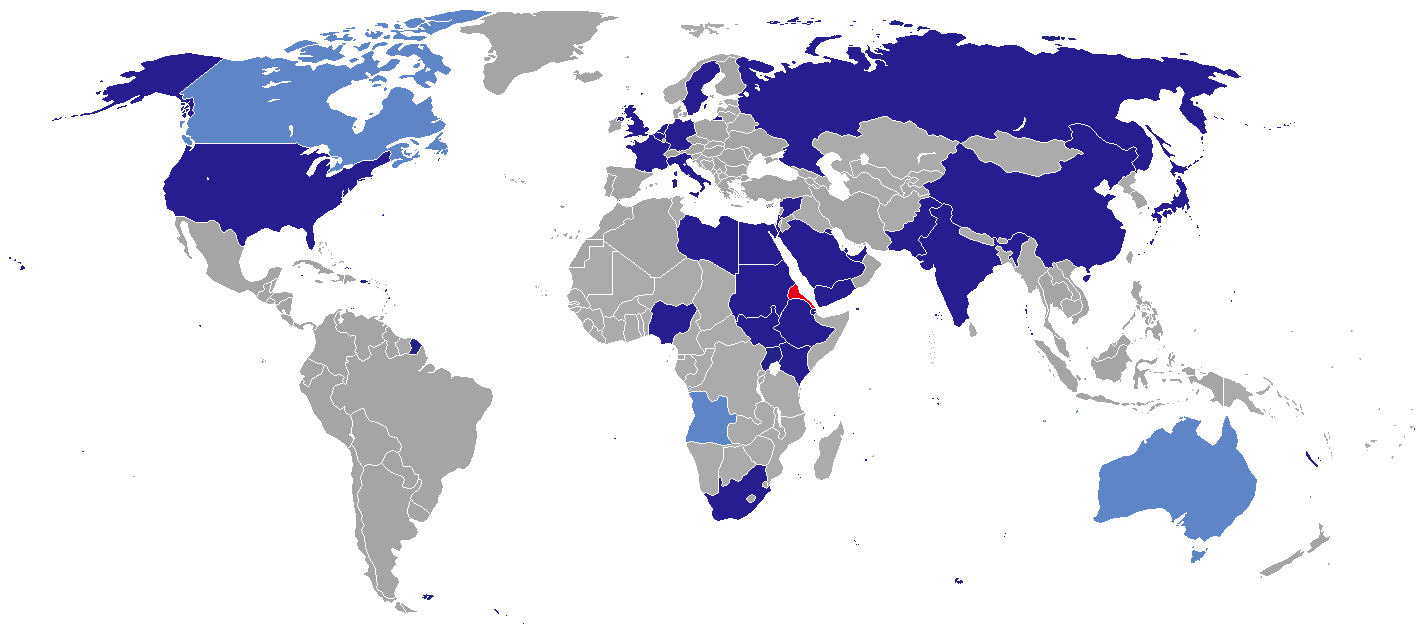
에리트레아의 재외공관

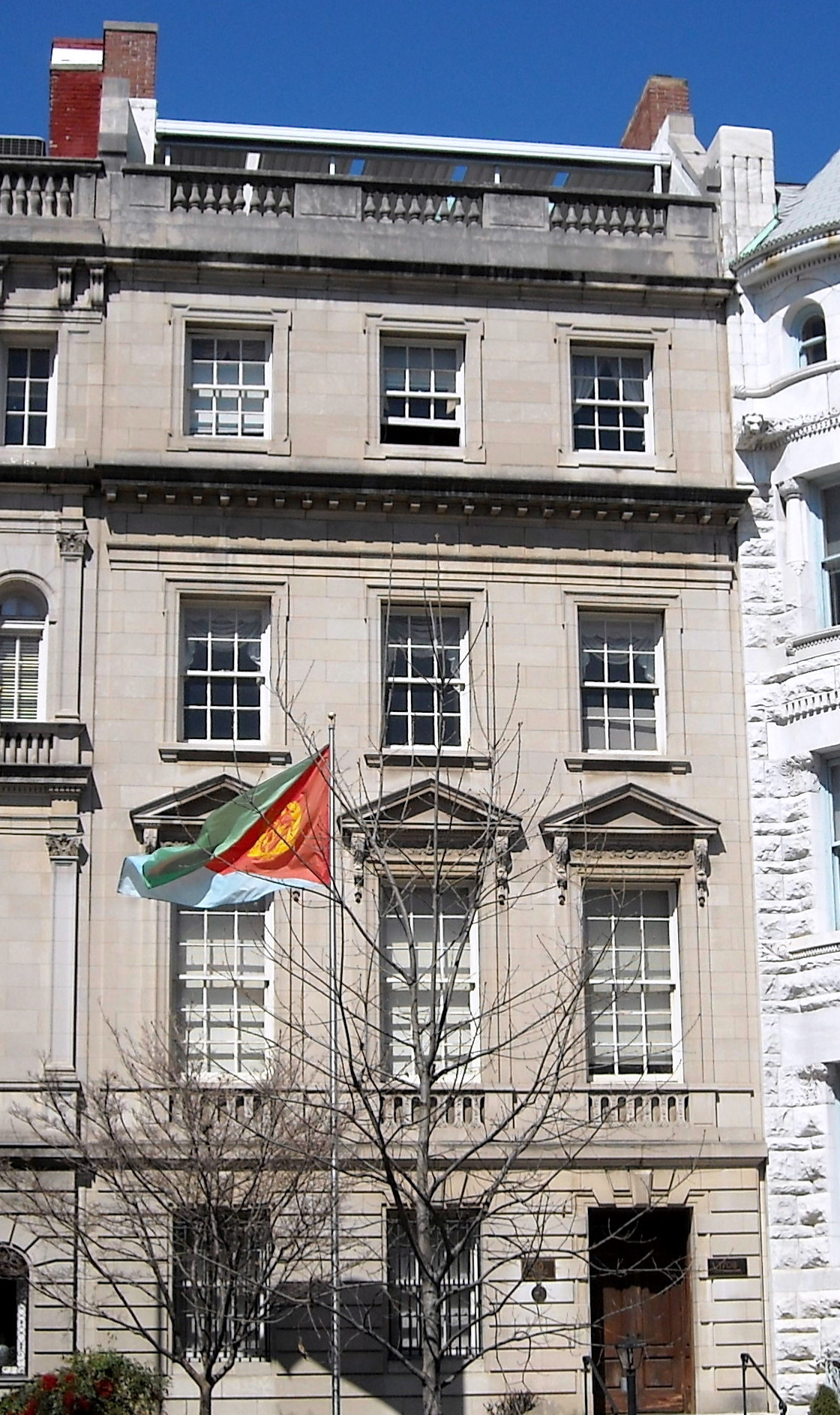
워싱턴 D.C. 주재 에리트레아 대사관

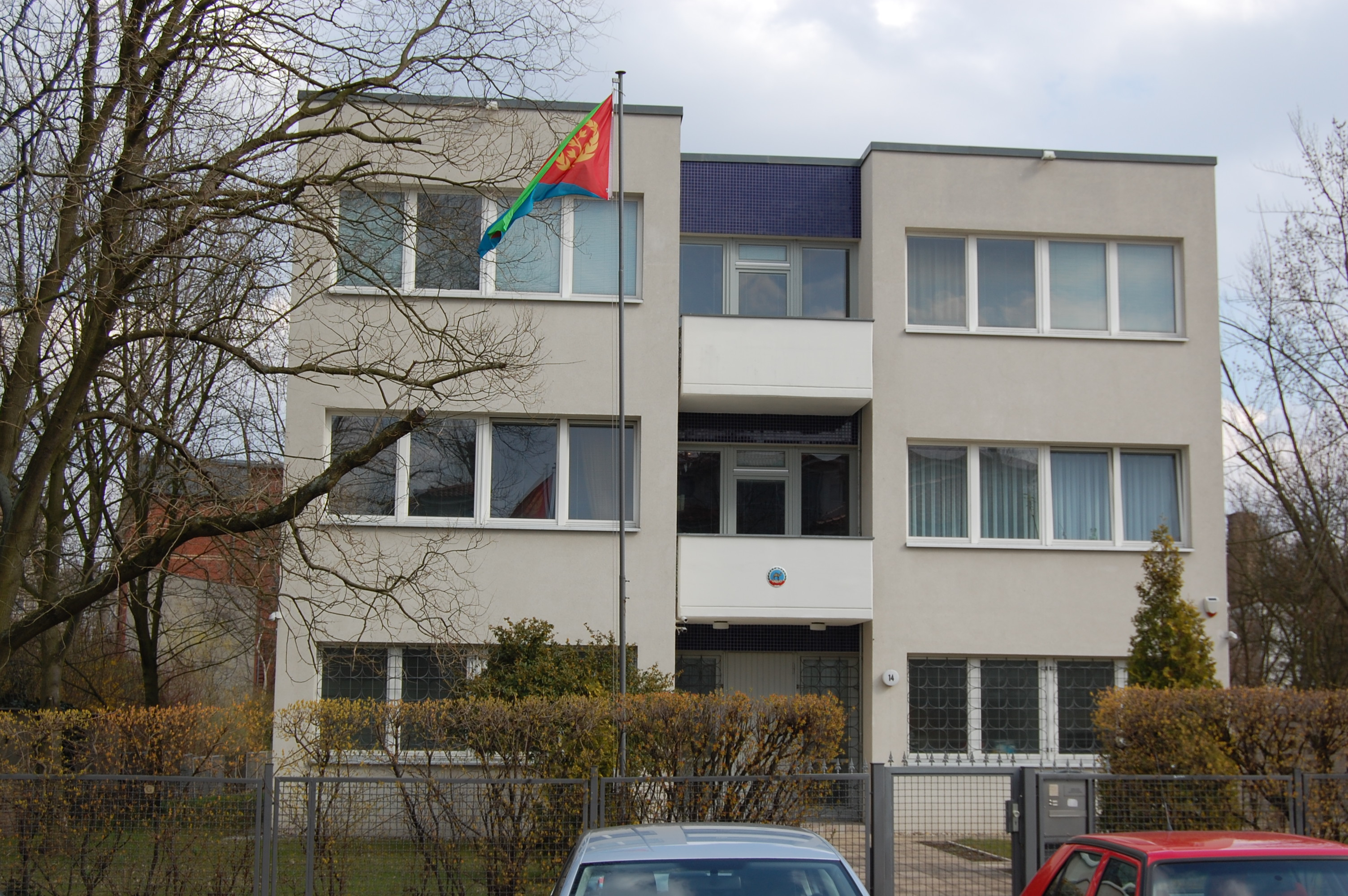
베를린 주재 에리트레아 대사관

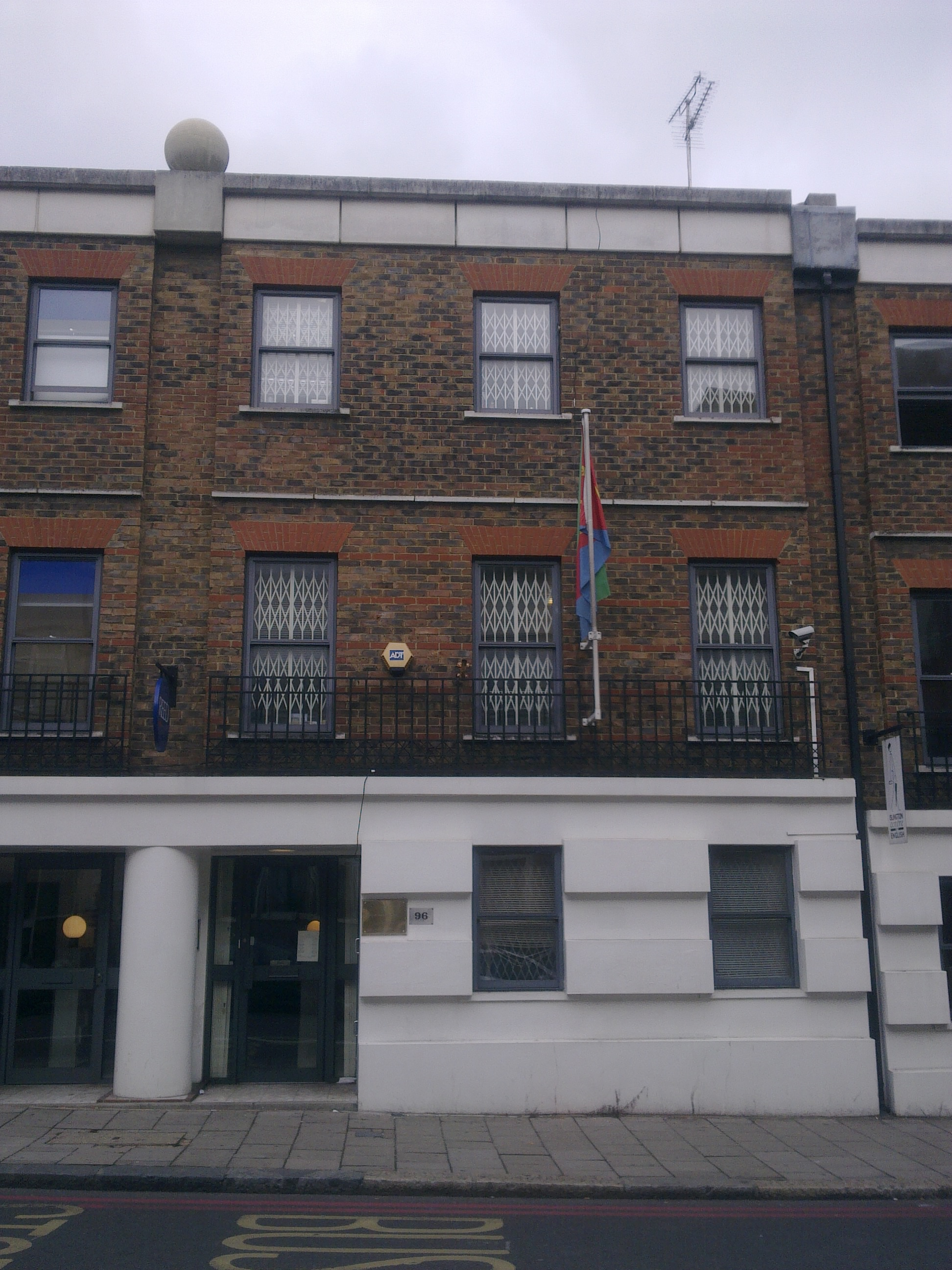
런던 주재 에리트레아 대사관

에리트레아의 재외공관 목록은 에리트레아 주재 대사관을 각국에 상주시켜 놓는 것을 의미하며 에리트레아의 재외공관을 나열한 목록이다.

## 아프리카
- 지부티 : 지부티 시 (대사관)
- 이집트 : 카이로 (대사관)
- 케냐 : 나이로비 (대사관)
- 리비아 : 트리폴리 (대사관)
- 나이지리아 : 아부자 (대사관)
- 남아프리카 공화국 : 프리토리아 (대사관)
- 남수단 : 주바 (대사관)
- 수단 : 하르툼 (대사관)

## 아메리카
- 미국 : 워싱턴 D.C. (대사관)

## 아시아
- 중화인민공화국 : 베이징시 (대사관)
- 인도 : 뉴델리 (대사관)
- 이스라엘 : 텔아비브 (대사관)
- 일본 : 도쿄도 (대사관)
- 쿠웨이트 : 쿠웨이트시티 (대사관)
- 파키스탄 : 이슬라마바드 (대사관)
- 카타르 : 도하 (대사관)
- 사우디아라비아 : 리야드 (대사관)
- 시리아 : 다마스쿠스 (대사관)
- 아랍에미리트 : 아부다비 (대사관), 두바이 (영사관)
- 예멘 : 사나 (대사관)

## 유럽
- 벨기에 : 브뤼셀 (대사관)
- 프랑스 : 파리 (대사관)
- 독일 : 베를린 (대사관), 프랑크푸르트암마인 (영사관)
- 이탈리아 : 로마 (대사관), 밀라노 (영사관)
- 네덜란드 : 헤이그 (대사관)
- 러시아 : 모스크바 (대사관)
- 스웨덴 : 스톡홀름 (대사관)
- 스위스 : 제네바 (대사관)
- 영국 : 런던 (대사관)

## 대표부
- UN 에리트레아 정부 대표부 : 뉴욕, 제네바
- 아랍 연맹 에리트레아 정부 대표부 : 카이로
- 아프리카 연합 에리트레아 정부 대표부 : 아디스아바바